# Алфонс Доде
Алфонс Доде (фр. Alphonse Daudet; Ним, 13. мај 1840 — Париз, 16. децембар 1897) био је француски књижевник.

## Биографија
Доде је рођен у Ниму, у Ландоку 1840 године. У детињству су га родитељи, због слабог здравља, послали на село, где је научио провансалски језик и наслушао се провансалских легенди. Породица му се преселила у Лион 1849. где је Доде ишао у гимназију. У Париз је отишао 1857 године. Прва дела била су му збирка песама Љубавнице и аутобиографски спис Малишан. Озбиљно болестан, отпутовао је на југ Француске 1861. године, а потом у Алжир. Године 1863. отпутовао је на Корзику, а мало касније је боравио код својих рођака у замку Монтобан. Сва ова путовања су важна јер ће бити извор утисака за његова дела Писма из мог млина (1860), која су га учинила славним, и за романе о Југу, од којих је најчувенија триологија о Тартарену Тарасконцу. Ту је створио бесмртан тип јужњака, хвалисавог добричине, који је помало и Дон Кихот и Санчо Панса. Затим следе бројни романи: Фромон Млађи и Рислер старији (1874), Жак (1876), Набоб (1887), Краљеви у изгнанству (1879), Нума Руместан (1881), Јеванђелист (1883), Сафо (1884), Бесмртник (1888). Ту су и многе књиге приповедака и драма Арлезијанка (1872). Умро је 1897. године.